# You Said a Mouthful
You Said a Mouthful is een Amerikaanse filmkomedie uit 1932 onder regie van Lloyd Bacon. Destijds werd de film in Nederland uitgebracht onder de titel De drijvende zwembroek.

## Verhaal
De klerk Joe Holt heeft een onzinkbaar zwempak uitgevonden. Wanneer zijn chef geen interesse heeft voor zijn uitvinding, gaat hij zijn geluk beproeven in Californië. Daar wordt hij door Alice Brandon verward met een Canadese zwemkampioen. Ze schrijft hem in voor een langeafstandswedstrijd voor zwemmers.

## Rolverdeling
| Acteur         | Personage      |
| -------------- | -------------- |
| Joe E. Brown   | Joe Holt       |
| Ginger Rogers  | Alice Brandon  |
| Preston Foster | Ed Dover       |
| Allen Hoskins  | Sam Wellington |
| Harry Gribbon  | Harry Daniels  |
| Edwin Maxwell  | Dokter Vorse   |
| Sheila Terry   | Cora Norton    |
| Walter Walker  | Tom Brandon    |